# 1998 DT9
1998 DT9 är en asteroid i huvudbältet som upptäcktes den 22 februari 1998 av NEAT vid Haleakalā-observatoriet.
Asteroiden har en diameter på ungefär 2 kilometer.